# سراب (مسلسل)
سراب (بالإنجليزية: Mirage) هو مسلسل تلفزيوني درامي عربي عُرض في عام 2025، من بطولة خالد النبوي، يسرا اللوزي، هاني عادل، من تأليف هشام هلال، ومن إخراج أحمد خالد.

## قصة المسلسل
يختفي طفل في السابعة من عمره في ظروف غامضة ويحاول والداه كشف ملابسات ما حدث، ثم يعود الطفل سالمًا لكن يبقى الغموض مستمرًا، بينما تتوالى التحقيقات حول هذا الاختفاء، لتكشف عن حقائق وعلاقات متشابكة تقلب كل شيء رأسًا على عقب.

## وصلات خارجية
- سراب على موقع IMDb (الإنجليزية)
- سراب على موقع قاعدة بيانات الأفلام العربية
- سراب على موقع قاعدة بيانات الأفلام العربية
- سراب على موقع كينوبويسك (الروسية)
- سراب على موقع ألو سيني (الفرنسية)
- سراب على موقع قاعدة بيانات الفيلم (الإنجليزية)